# هند پرتغالی
هند پرتغال (به پرتغالی: Estado da Índia) در دوره‌ای معروف به دولت هند، نام نواحی‌ای از هند بود که از سال ۱۵۰۵ تا دسامبر ۱۹۶۱ تحت سلطه پرتغال قرار داشت.
هند پرتغال بخشی از امپراتوری پرتغال بود که حدود هفت سال پس از کشف مسیر دریایی به هند توسط واسکو دا گاما در اواخر قرن ۱۵ میلادی بنیان‌گذاری شد. این قلمرو شامل مجموعه‌ای از پایگاه‌ها، دژهای نظامی و بندرهای دریایی در امتداد سواحل اقیانوس هند بود.
پرتغالی‌ها پس از سفرهای واسکو دا گاما به هند، مسیر دریایی اروپا به آسیا را گشودند و در سده شانزدهم انحصار تجارت اروپایی در اقیانوس هند را در اختیار داشتند. گوا نخستین قلمرو رسمی پرتغال در آسیا بود که در سال ۱۵۱۰ به‌دست آلفونسو د آلبوکرک فتح شد و به پایگاه اصلی پرتغالی‌ها در شرق تبدیل شد.
آلبوکرک سیاست‌هایی در پیش گرفت که شامل تشویق ازدواج با زنان بومی، سکونت، و ادغام فرهنگی بود. او همچنین آداب و رسوم محلی را (جز مراسم ساتی یا خودسوزی بیوه) حفظ کرد. اسناد مربوط به آداب و رسوم ۳۰ روستای گوا، که در سال ۱۵۲۶ توسط آلفونسو مکزیا ثبت شد، یکی از منابع تاریخی ارزشمند به‌شمار می‌رود.
در قرن شانزدهم، گوا به‌دلیل شکوه معماری، بازارهای پررونق و موقعیت تجاری‌اش به «گوای زرین» (Goa Dourada) شهرت یافت و ضرب‌المثلی پرتغالی رواج یافت: «هر که گوا را دیده، نیازی به دیدن لیسبون ندارد». بازارهای گوا پر بود از کالاهای سراسر امپراتوری پرتغال، از مروارید و چینی تا مخمل، ادویه و بردگان آفریقایی.
حضور پرتغالی‌ها در هند تا سال ۱۹۶۱ ادامه داشت، زمانی که گوا و دیگر مستعمرات پرتغال توسط دولت هند به این کشور ملحق شدند.

## تاریخچه
در سده پانزدهم میلادی، پرتغال به دنبال دسترسی مستقیم به تجارت ادویه در شرق بود که تا آن زمان تحت سلطه ونیزی‌ها و شرکای خاورمیانه‌ای‌شان قرار داشت. در سال ۱۴۹۷، واسکو دا گاما، دریانورد پرتغالی، با حمایت پادشاه مانوئل اول، سفری را آغاز کرد تا مسیر دریایی به هند را کشف کند. او با عبور از دماغه امید نیک و سواحل شرقی آفریقا، در سال ۱۴۹۸ به کالیکوت در هند رسید و پایه‌های حضور پرتغال در شبه‌قاره هند را بنا نهاد.
در سال ۱۵۰۵، اولین نایب‌السلطنه پرتغال، فرانسیسکو دی آلمیدا، پایگاه خود را در قلعه مانوئل در منطقه مالابار (جنوب هند) بنا کرد، پس از آنکه پادشاهی کوچین به‌صورت محافظت‌شده به پرتغال پیوست. در سال ۱۵۱۰، پرتغالی‌ها گوا را از سلطنت‌نشین بیجاپور تصرف کردند و آن را به بندر اصلی ناوگان دریایی خود تبدیل کردند. سپس در سال ۱۵۳۰، پایتخت از کوچین به گوا منتقل شد.
پس از دا گاما، آلفونسو دو آلبوکرک در سال ۱۵۱۰ شهر گوا را از سلطان‌نشین بیجاپور تصرف کرد و آن را به مرکز حکومت پرتغال در شرق تبدیل نمود. پرتغالی‌ها همچنین شهرهای مهمی مانند مالاکا در ۱۵۱۱ و هرمز در ۱۵۱۵ را به امپراتوری خود افزودند. در گوا، آلبوکرک سیاست‌هایی مانند تشویق ازدواج بین سربازان پرتغالی و زنان بومی، حفظ قوانین محلی و لغو رسوم ناپسندی مانند ساتی (خودسوزی بیوه‌ها) را اجرا کرد که باعث محبوبیت او در میان مردم محلی شد.
از میانه قرن ۱۶ میلادی، اصطلاح «دولت هند» در اسناد رسمی پرتغال رواج یافت. در آن زمان، نایب‌السلطنه گوا بر تمامی مستعمرات پرتغال در حاشیه اقیانوس هند، از جنوب آفریقا تا جنوب شرق آسیا، نظارت داشت. اما با گذر زمان، محدوده این نفوذ کاهش یافت: در ۱۷۵۲ موزامبیک دولت مستقل خود را پیدا کرد و از ۱۸۴۴ اداره ماکائو، سولور و تیمور نیز از گوا جدا شد.
در عمل، قدرت پرتغال در شرق به‌مرور محدودتر شد و بسیاری از مستعمره‌های غیررسمی‌اش در رقابت با دیگر قدرت‌های اروپایی و محلی رها شدند. در قرن نوزدهم، پرتغال فقط مناطقی کوچک در غرب هند مانند گوآ، دامان، دیو، دادر و نگرهولی را حفظ کرد.
پس از استقلال هند از بریتانیا در ۱۹۴۷، پرتغال همچنان این سرزمین‌ها را تحت کنترل داشت. اما در سال ۱۹۵۴، دادر و نگرهولی عملاً از کنترل پرتغال خارج شد و سرانجام، با حمله نظامی هند در دسامبر ۱۹۶۱، بقیه سرزمین‌های هند پرتغال نیز به خاک هند ملحق شد. پرتغال تا پس از انقلاب میخک در سال ۱۹۷۴ و پایان رژیم «استادو نوو» این واقعیت را نپذیرفت و در ۳۱ دسامبر همان سال طی یک پیمان رسمی، حاکمیت هند را به رسمیت شناخت.

## جغرافیا
این قلمرو شامل چند منطقه پراکنده بود:
۱. گوا (پایتخت هند پرتغالی) در سواحل غربی هند،
۲. دامان به‌همراه مناطق جداافتاده دادر و نگرهاولی در شمال بمبئی،
۳. دیُو همراه با جزیره پانی‌کوتا در جنوب شبه‌جزیره کاتیه‌وار در ایالت گجرات.
در اوج خود، مساحت هند پرتغالی حدود ۴٬۱۹۳ کیلومتر مربع بود که بیشتر آن در گوا قرار داشت. گوا همچنین دربرگیرنده حوزه‌های قضایی پرتغال در ماکائو و تیمور نیز بود و تحت حکومت یک فرماندارکل و یک اسقف اعظم قرار داشت.

## بازرگانی و اقتصاد

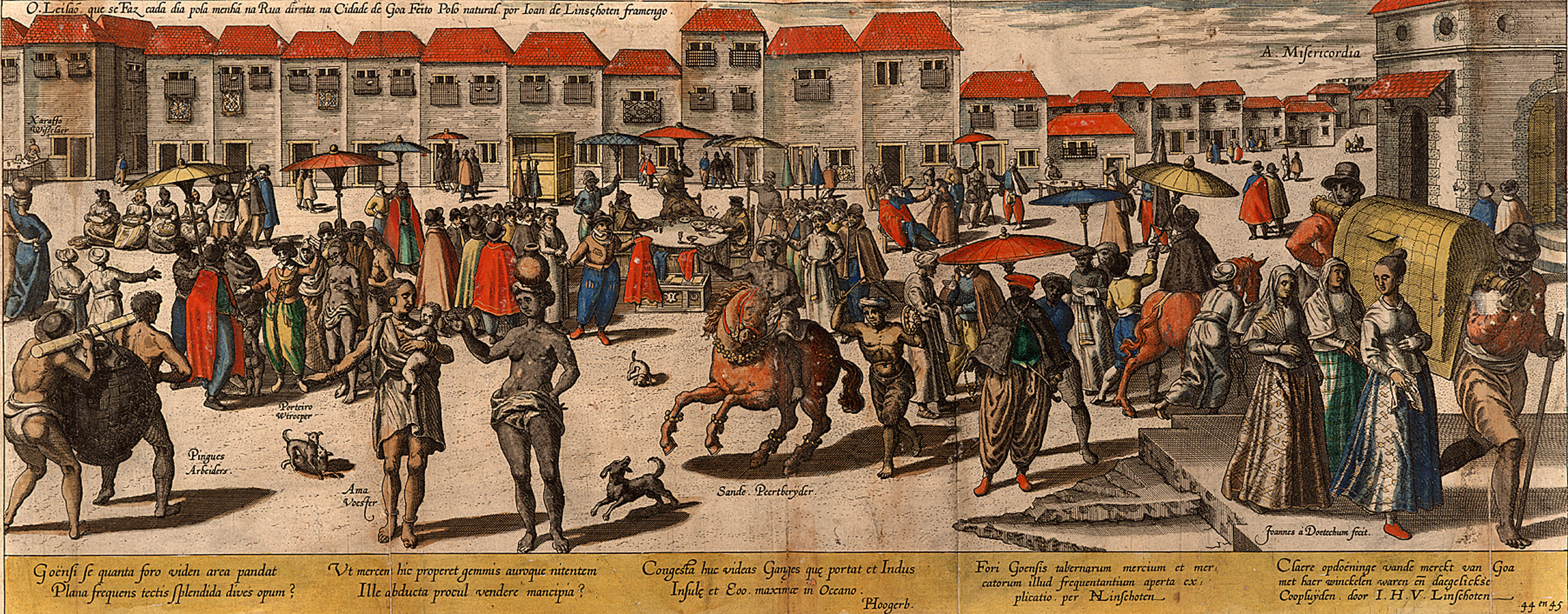
یوانس فن دوتکوم، حکاکی ۱۵۹۶ از «بازار گوا» برای Itinerario اثر جان هویگن ون لینشوتن که خیابان اصلی گوا در دهه ۱۵۸۰ را نشان می‌دهد

بازرگانی یکی از انگیزه‌های اصلی گسترش فراساحلی پرتغالی‌ها بود و از اهداف بنیادین «دولت هند پرتغالی» نیز در دست‌گرفتن تجارت اروپا و آسیا به‌جای مسیر دریای سرخ و خلیج فارس، و هدایت آن از طریق دماغه امید نیک بود. این تجارت یا از سوی دولت پادشاهی از طریق نمایندگان سلطنتی (feitores) در مراکز تجاری سلطنتی (feitorias) و با بودجه سلطنتی انجام می‌شد، یا توسط بازرگانان مستقل، چه پرتغالی و چه دیگر ملیت‌ها.
یکی از وظایف اصلی نمایندگان سلطنتی تهیه ادویه برای ارسال به اروپا بود. در سال ۱۵۰۳، پرتغالی‌ها ۳۰٬۰۰۰ کوئینتال ادویه را در لیسبون تخلیه کردند که بیشتر از میزان واردات ونیزی‌ها از طریق اسکندریه مصر بود. بخش اعظم کالاهای وارداتی پرتغال به اروپا را فلفل سیاه تشکیل می‌داد که پس از ۱۵۲۰ به انحصار سلطنتی درآمد. بیشتر فلفل مورد نیاز از کرالا یا کانارا در هند تهیه می‌شد. پرتغالی‌ها در بیشتر قرن شانزدهم، بیش از ۷۵٪ فلفل بازار اروپا را تأمین می‌کردند. سایر کالاهای انحصاری شامل میخک، جوز هندی، دارچین، زنجبیل، ابریشم، مروارید و صادرات طلا و نقره به آسیا بود.

پرتغال اولین کشور اروپایی بود که سفر ماکائو ژاپن. بخشی از خدمه کشتی‌های پرتغالی مسیحیان هندی بودند.

دولت پرتغال سامانه‌ای از «کارریراس» (carreiras؛ به‌معنای «مسیرهای منظم») برقرار کرد که سالی یک‌بار گوا را به بنادر پرتغالی و غیرپرتغالی در اقیانوس هند و اقیانوس آرام متصل می‌کرد. این مسیرها ابتدا با کشتی‌های سلطنتی اداره می‌شد ولی پس از ۱۵۶۰ به بخش خصوصی اجاره داده شد، و تا اواخر قرن شانزدهم حالت عادی یافت. تا سال ۱۵۸۰، ارزش اجارهٔ این مسیرهای تجاری در آسیا به دو میلیون «کروزادو» رسید که دو برابر درآمد حاصل از تجارت گوا-لیسبون بود.

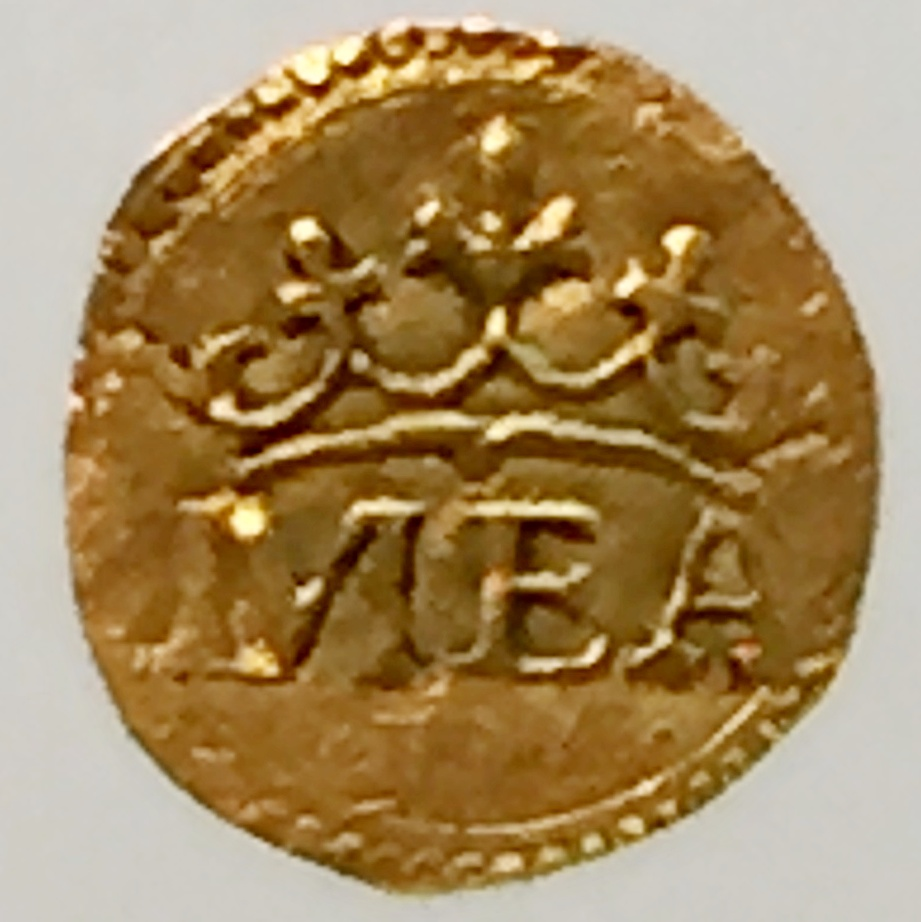
سکه طلای پرتغالی ضرب‌شده در گوا در دوره سلطنت شاه مانوئل، ۱۵۱۰–۱۵۲۱

پرتغال با تحمیل سامانه‌ای از مجوزهای دریانوردی به‌نام کارتاز، تجارت در اقیانوس هند را کنترل و هدایت می‌کرد. این سامانه بیشترین اثربخشی را در سواحل غربی هند داشت. دولت پرتغال همچنین عوارض گمرکی سنگینی دریافت می‌کرد، به‌ویژه در گوا، هرمز، ملاکا، باسائین و دیو، که در دهه ۱۵۸۰ بیش از ۸۵٪ درآمد نایب‌السلطنه را تشکیل می‌داد.
بازرگانان پرتغالی مستقل نیز در تجارت درون‌آسیایی فعال بودند، و هسته اصلی حضور غیررسمی پرتغال در آسیا را بازرگانان اوراسیایی تشکیل می‌دادند که از ازدواج سربازان پرتغالی با زنان بومی پدید آمده بودند. مرکز فعالیت آن‌ها گوا بود، با حدود ۲٬۰۰۰ خانوادهٔ casados («مردان متأهل»). آن‌ها عمدتاً در پارچه‌های نخی گجراتی، فلفل کرالا، دارچین سری‌لانکا، برنج کانارا، الماس جنوب هند و سکه‌های نقره ایرانی (لارین) فعالیت می‌کردند. تا سال ۱۵۲۰ به بیشتر مناطق بازرگانی مهم آسیا نفوذ کرده بودند، به‌جز ژاپن که در دهه ۱۵۴۰ به آن رسیدند. ماکائو را همین تاجران مستقل پرتغالی بنیان نهادند. دولت پرتغال تجارت آن‌ها را به کاروان‌هایی برای مقابله با دزدان دریایی سازمان‌دهی کرد، که مهم‌ترین‌شان انتقال پارچه از گجرات به گوا و برنج از کانارا به گوا بود. دومین مرکز بزرگ بازرگانان پرتغالی در هند کوچین بود، با حدود ۵۰۰ خانوادهٔ casados. جمعیت casadoها در دیو حدود ۲۰۰ نفر بود.
شرکت هند پرتغالی در سال ۱۶۲۸ تأسیس شد اما به‌دلیل اینکه تنها سهام‌دار اصلی آن دولت بود، پنج سال بعد منحل شد. در آن زمان، سهم پرتغال از تجارت فلفل از کمپانی هند شرقی هلند و کمپانی هند شرقی بریتانیا عقب افتاده بود.
جنگ میان هلند و پرتغال جنگ هلند و پرتغال باعث افت شدید تجارت پرتغالی‌ها شد، با اینکه در سال ۱۶۶۳ پیمان صلحی امضا شد. کاروان‌های درون‌هند پرتغالی همچنان ادامه یافتند، به‌ویژه با گجرات، پورتو نوو و چنای. پنبهٔ هندی به کالای اصلی صادراتی از هند پرتغالی تبدیل شد، در حالی‌که توتون برزیل پرتغال، مهم‌ترین کالای صادراتی پرتغال به سراسر آسیا تا سده نوزدهم شد. شرکت‌های جدید هند شرقی پرتغال که در ۱۶۶۹ و ۱۶۸۵ تأسیس شدند نیز به‌دلیل اختلافات میان دولت و بازرگانان و نبود اعتماد سرمایه‌گذاران شکست خوردند. تا قرن هجدهم، توتون، شمش، سلاح گرم، کالاهای مصرفی چون شراب مادیرا و کتاب مهم‌ترین کالاهای تجاری در هند پرتغالی بودند، و صادرات به اروپا شامل ابریشم، ادویه، چینی، سنگ‌های قیمتی، پنبهٔ هندی و مبلمان لاکی باکیفیت بود که بخشی از آن در باهیا در برزیل تخلیه می‌شد. پارچه‌های نخی هندی در موزامبیک بسیار پرطرفدار بودند و جامعه‌ای بزرگ از مهاجران دیو و دامان در آن‌جا شکل گرفت. با این حال، گوا عملاً به ماهواره تجاری بمبئی بریتانیا بدل شد. بسیاری از بازرگانان هندو-پرتغالی در هند فرانسه، ترانکبار دانمارکی و به‌ویژه در مدرس، کالکوتا و بمبئی برجسته شدند. یهودیان پرتغالی نیز در تجارت الماس مدرس نقش داشتند.

## جامعه و فرهنگ

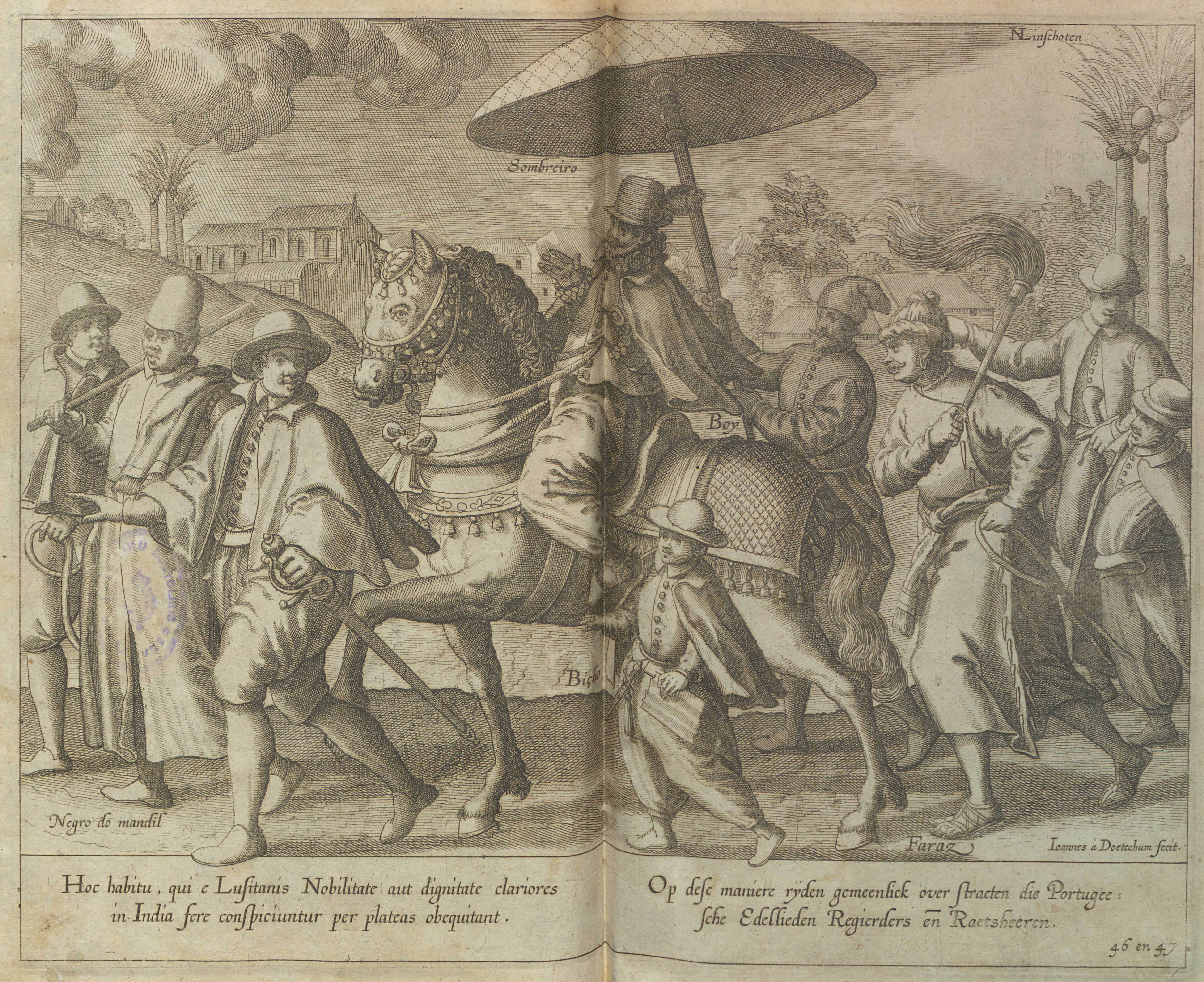
یک اشراف‌زاده پرتغالی سوار بر اسب در هند، همراه با ملازمان، از اثر جان هویگن ون لینشوتن با عنوان "Itinerario" (آمستردام، ۱۵۹۶)

«دولت هند پرتغالی» عمدتاً ماهیتی شهری داشت، زیرا هدف از تأسیس آن فراهم آوردن بندرهایی امن برای تجارت، ارتباطات و سلطه بر آن‌ها بود؛ بنابراین فقط مناطقی مانند گوا، دامان، باسئین، چائول و کلمبو دارای پس‌زمینه‌های روستایی قابل توجهی بودند. پس از کشتار پرتغالی‌ها در فیتوریای کالیکوت در سال ۱۵۰۰، تقریباً تمام دارایی‌های پرتغال در هند به‌طور گسترده‌ای مستحکم‌سازی و دژبندی شد، و بدین ترتیب ساختار «دولت» بیشتر به شبکه‌ای از ارتباطات دریایی و حلقه‌ای از دژها شباهت داشت.
جامعه هند پرتغالی به‌صورت رسمی یک جامعه مسیحی و اروپایی بود، اما تحت تأثیر محیط غیراروپایی که در آن قرار داشت، تغییراتی یافته بود. در رأس این جامعه، نایب‌السلطنه‌ها، افسران و روحانیون زاده اروپا قرار داشتند؛ پس از آن‌ها پرتغالی‌های casados (افراد متأهل) و نوادگان اوراسیایی آن‌ها بودند که می‌توانستند بازرگانانی ثروتمند یا مقام‌داران محلی در کمارا (شورای شهری) باشند؛ و در نهایت، مردم بومی قرار داشتند. در اوج خود در سال ۱۶۰۰، شمار کل casadosهای پرتغالی در سراسر قلمرو حدود ۵٬۵۰۰ نفر برآورد می‌شود.
بسیاری از casadosها زندگی‌ای بسیار مرفه و راحت (به نسبت استانداردهای اروپایی آن زمان) داشتند، به‌گونه‌ای که برای بازدیدکنندگان خارجی شگفت‌آور بود: زندگی در خانه‌هایی زیبا با دکوراسیون هندی، تعداد زیادی خدمتکار، خوراک متنوع شامل میوه‌ها و مرغ‌های گوناگون، که اغلب در ظروف چینی مینگ صرف می‌شد. مردان casadosی گوا معمولاً پیراهن و شلوار سفید می‌پوشیدند و همسرانشان اغلب ساری بر تن داشتند.

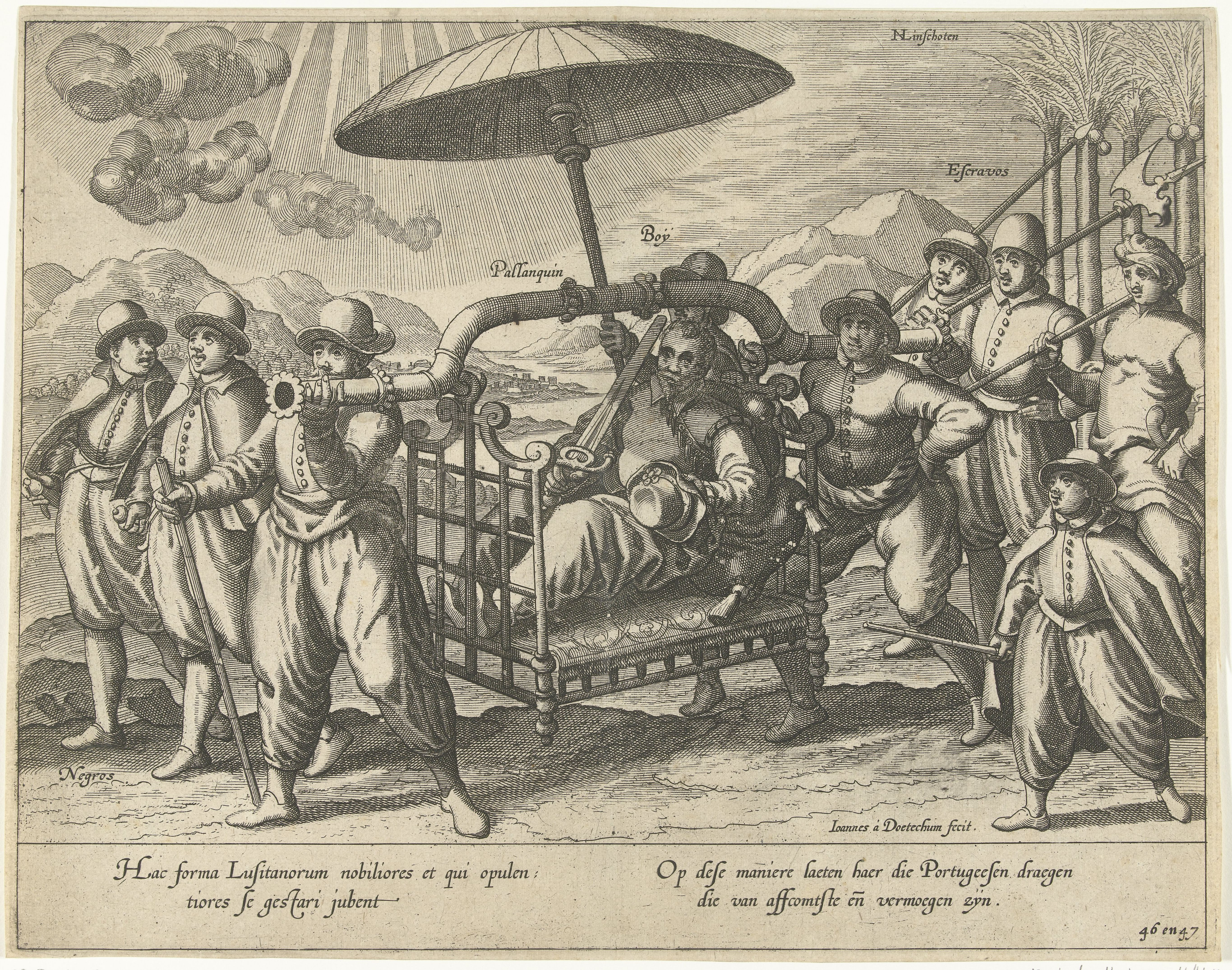
پرتغالی در حال سواری بر تخت روان

در کنار دژها، بناهای مذهبی (به‌ویژه در گوا) بر چشم‌انداز شهری پرتغالی‌ها مسلط بودند و جلوه‌ای آشکار از هویت اروپایی و کاتولیکی به شهر می‌دادند. حدود ۶۰۰ روحانی از مجموع ۱۸۰۰ نفر حاضر در شرق دماغه امید نیک در سال ۱۶۳۰، در گوا متمرکز بودند. با این‌حال، جامعه اروپایی و اوراسیایی مسیحی در هر یک از مستعمرات پرتغالی همواره در اقلیت بودند، به‌ویژه در گوا که تخمین زده می‌شود تنها ۷٪ جمعیت را شامل می‌شدند و باقی جمعیت شامل هندوها، مسیحیان هندی، آسیایی‌ها و آفریقایی‌های آزاد یا برده بود.
از این رو، دولت هند پرتغالی فرهنگی آمیخته داشت که با وجود فاصله از اروپا، نمای بیرونی و درونی کلیساها ترکیبی از نمادهای پرتغالی و آسیایی بود. فرهنگ خانگی نیز میان شرق و غرب در نوسان بود؛ از مبلمان گرفته تا پوشاک و خوراک، که اغلب بیشتر آسیایی بود تا پرتغالی.

## تاریخچه پستی

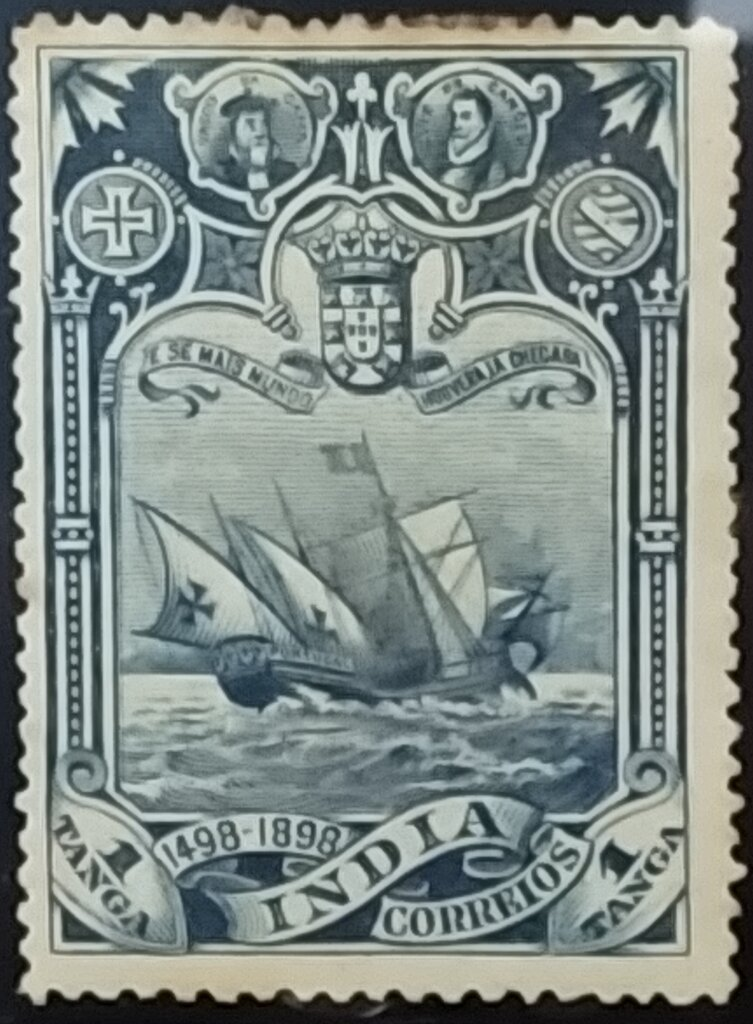
تمبر ۱ تانگا از هند پرتغالی (۱۸۹۸) با تصویر کشتی پرچمدار واسکو دا گاما، São Gabriel

اطلاعات دقیق از تاریخ پستی آغازین این مستعمره در دست نیست، اما از سال ۱۸۲۵ تبادل منظم نامه با لیسبون انجام می‌شده است. پرتغال با بریتانیا توافق‌نامه پستی داشت، بنابراین احتمالاً بخش زیادی از نامه‌ها از طریق بمبئی و با قایق بستههای بریتانیایی حمل می‌شدند. مهر پستی پرتغالی از سال ۱۸۵۴ ثبت شده است، زمانی‌که اداره پست در گوا تأسیس شد.
آخرین تمبر رسمی هند پرتغالی در ۲۵ ژوئن ۱۹۶۰ برای پانصدمین سالگرد درگذشت شاهزاده هنری دریانورد منتشر شد. تمبرهای هند از ۲۹ دسامبر ۱۹۶۱ مورد استفاده قرار گرفتند، هرچند تا ۵ ژانویه ۱۹۶۲ تمبرهای قدیمی نیز پذیرفته می‌شدند. پرتغال پس از آن نیز به انتشار تمبرهایی برای این مستعمره از دست‌رفته ادامه داد، اما چون در دفاتر پستی هند پرتغالی عرضه نشدند، آن‌ها را تمبرهای معتبر به‌شمار نمی‌آورند.
استفادهٔ هم‌زمان از دو نوع تمبر از ۲۲ دسامبر ۱۹۶۱ تا ۴ ژانویه ۱۹۶۲ مجاز بود. مهرهای پستی استعماری (پرتغالی) تا مه ۱۹۶۲ قابل استفاده بودند.

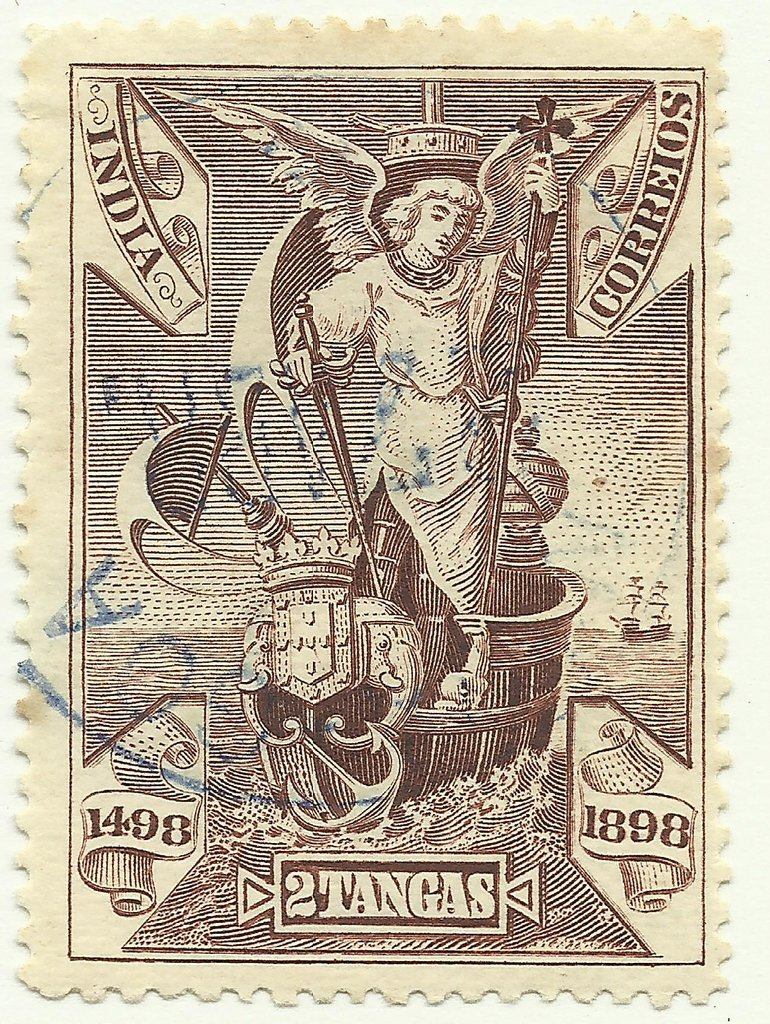
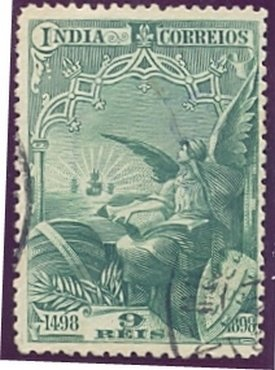
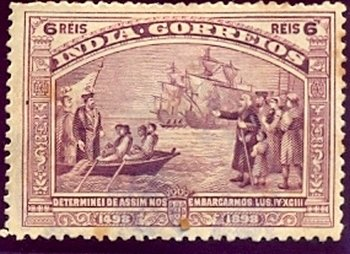
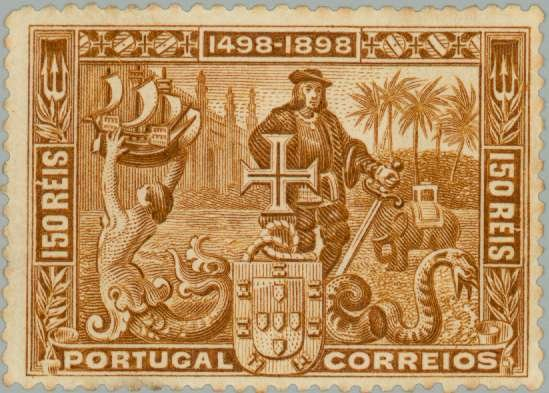
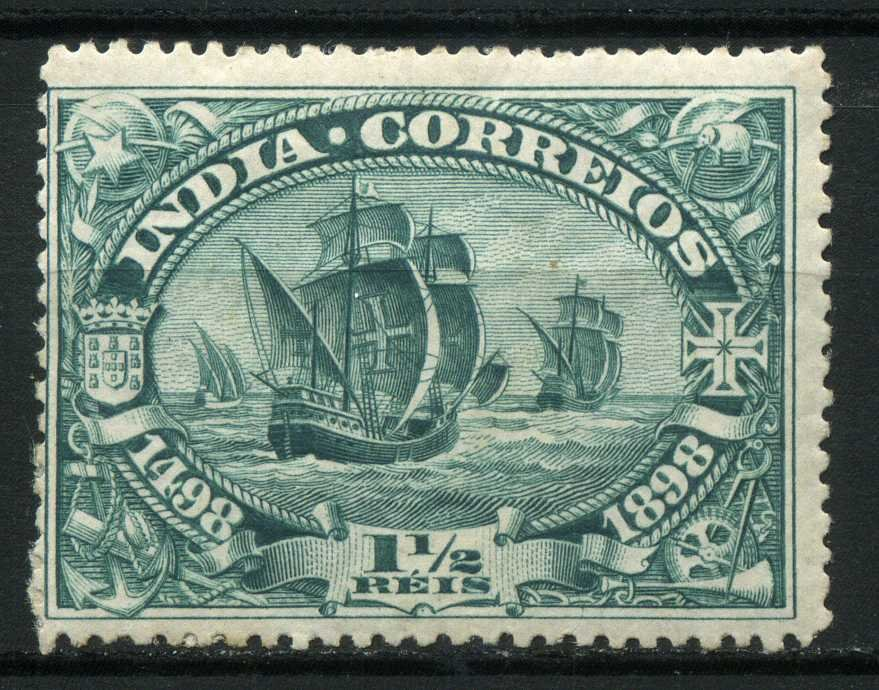
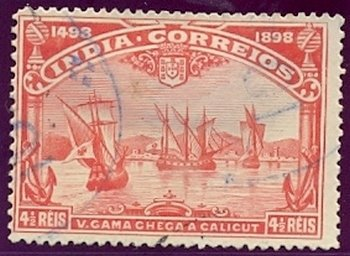
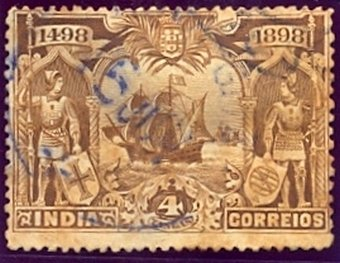